# قائمة أسماء ألعاب الفيديو العربية
هذه قائمة بأسماء بعض ألعاب الفيديو المنتجة عربياً
ملاحظة: في هذا الترتيب تم إهمال «ال التعريف».
مثال: «اللقاء» تم تصنيفها مع حرف (ل) وليس (ا).

## أ
- أبو خشم
- أسطورة زورد
- أسد الفلوجة
- أمل الشعوب

## ب
- بادية
- بوحة

## ت
- تحت الحصار
- تحت الرماد

## د
- درع الجزيرة
- دمار أونلاين

## ر
- الركاز: في أثر ابن بطوطة

## ز
- زويا محاربة من تدمر

## س
- سادة الصحراء
- سيف المعرفة

## ع
- عالم أريب

## ف
- فرسان النور

## ق
- القوة الخاصة
- القوة الخاصة 2
- قصر الأساطير
- قريش

## ل
- اللقاء